# Выбрановка

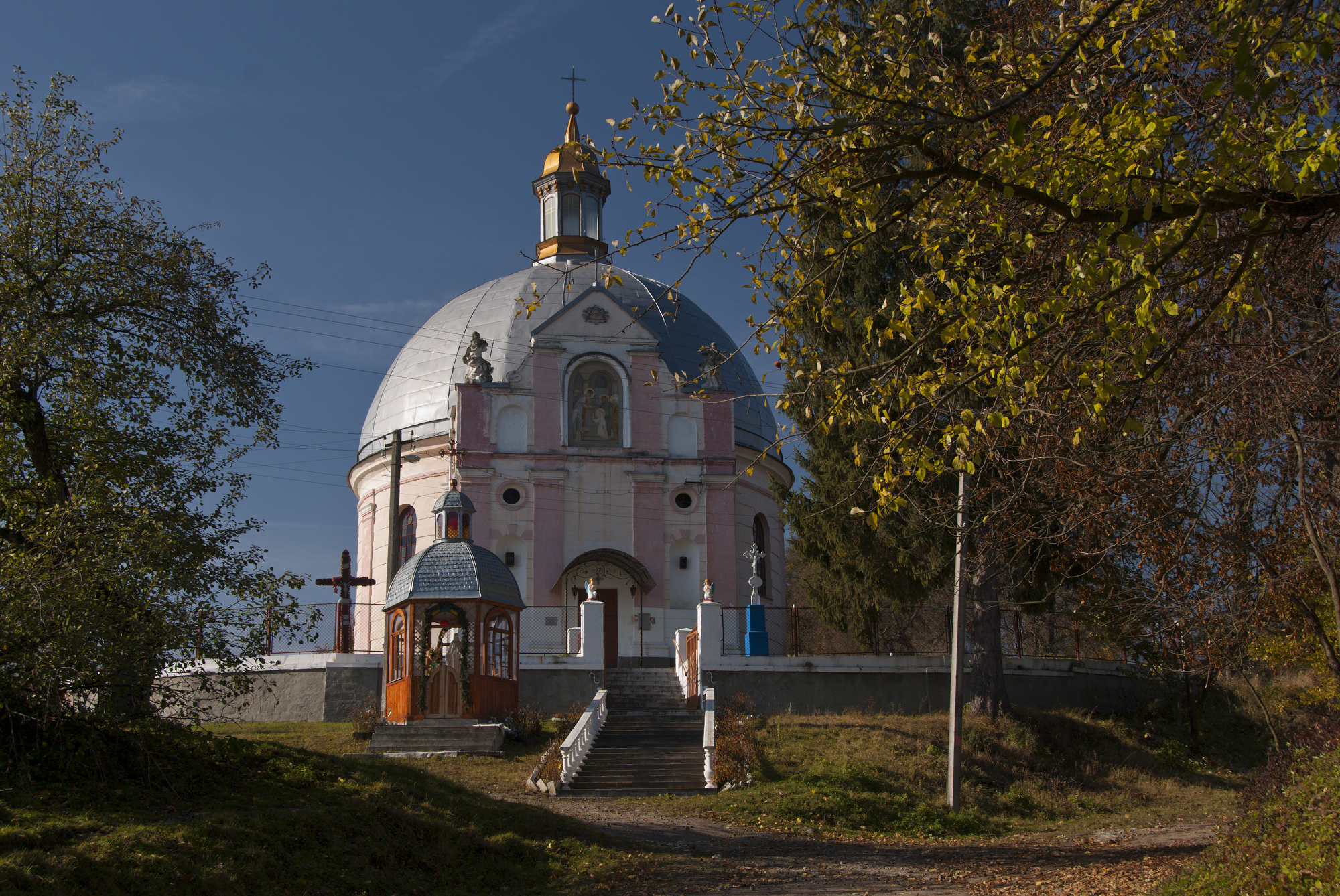
Церковь Введения во храм Пресвятой Богородицы (1800 г.) в селе Выбрановка

Выбрановка (укр. Вибранівка) — село в Ходоровской городской общине Стрыйского района Львовской области Украины.

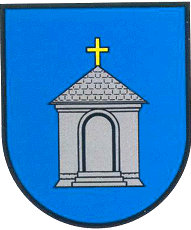
Герб

Население по переписи 2001 года составляло 735 человек. Почтовый индекс — 81710. Телефонный код — 3239.